# آری سولاندر
آری سولاندر (انگلیسی: Ari Sulander؛ زادهٔ ۶ ژانویهٔ ۱۹۶۹) بازیکن هاکی روی یخ اهل فنلاند است.